# Marsha Garces

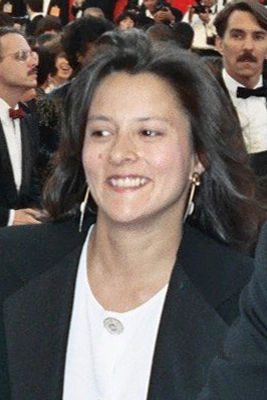
Garces bei der Oscarverleihung 1989

Marsha Garces (* 18. Juni 1956) ist eine US-amerikanische Filmproduzentin. Sie war von 1989 bis 2008 mit dem Schauspieler Robin Williams verheiratet. Garces lebt in San Francisco.

## Leben

### Karriere
Garces produzierte mehrere Filme, in denen Robin Williams mitwirkte, zum Beispiel Mrs. Doubtfire (1993), Patch Adams (1998) und Jakob der Lügner (1999). Für die Fernsehproduktion Robin Williams: Live on Broadway (2002) wurde sie gemeinsam mit ihren Produzentenkollegen David Steinberg, Marty Callner und Randall Gladstein 2003 für einen Emmy in der Kategorie Outstanding Variety, Music or Comedy Special nominiert.

### Privat
Garces und Williams heirateten 1989 kurz nach der Scheidung von Williams und seiner ersten Frau Valerie Velardi. Aus der Beziehung gingen zwei gemeinsame Kinder hervor, darunter Zelda Williams. 2008 reichte Garces die Scheidung wegen „unüberbrückbarer Differenzen“ ein.